# Francisco Grau Vegara
Francisco Grau Vegara (Bigastro, Alicante, 22 de enero de 1947- Madrid, 21 de julio de 2019) fue un músico y militar español conocido por en 1997 haber sido el arreglista de la versión actual del Himno Nacional de España (La Marcha Real), cuyo arreglo lo hizo en tres versiones: Orquesta, Banda de música militar y Órgano.  
El Real Decreto 1560/1997, de 10 de octubre, por el que se regula el Himno Nacional, establece formalmente la partitura oficial armonizada por el maestro Pérez Casas, en la que se introducen la revisión y la orquestación, llevadas a cabo por el maestro don Francisco Grau Vergara, Director de la Banda Real de Palacio, quien ha cedido a título gratuito al Estado Español los derechos de explotación de su obra según documento privado de 21 de mayo de 1998.
Compositor español que escribió más de 700 obras a lo largo de su carrera. Ocupó diversos cargos destacados, entre ellos la presidencia del jurado del Certamen Internacional de Habaneras y la dirección de música de la Guardia Real.  Su legado musical es especialmente reconocido en su localidad natal, Bigastro, donde el Auditorio Francisco Grau lleva su nombre.

## Biografía
Francisco Grau nació en un entorno familiar ligado a la música, ya que su padre, tíos y abuelos fueron músicos. Su vínculo con esta disciplina se remonta a los siete años, cuando ingresó en la Unión Musical de Bigastro como intérprete de bombardino. Inició su formación musical en su pueblo natal, donde comenzó a tocar dicho instrumento, sentando las bases de su trayectoria artística.
Francisco Grau continuó sus estudios superiores con el trombón, formándose bajo la tutela del reconocido músico y docente Manuel Massotti Littel, de quien fue alumno destacado. Durante su formación, perfeccionó sus conocimientos en Composición y Dirección de Orquesta, además de obtener titulaciones superiores en Pedagogía Musical, Dirección de Coro y Musicología, disciplinas en las que se graduó con las máximas calificaciones.
Su carrera profesional se desarrolló en el ámbito militar, ingresando en las Fuerzas Armadas en 1973. Posteriormente, asumió la dirección del Cuerpo de Directores del Ejército de Tierra, lo que le llevó a desempeñarse como Director de la Unidad de Música de la Guardia Real desde 1988 hasta 2008. A lo largo de su trayectoria, también dirigió la Banda de Música de la Guardia Civil y la Banda Sinfónica Municipal de Albacete.
Su compromiso con la enseñanza y la formación musical lo llevó a desempeñar un papel fundamental en la creación de la Academia Militar de Música, donde ejerció como Director y responsable de las disciplinas de Dirección y Orquestación hasta el año 2001.
Fue autor de más de setecientas obras, tanto sinfónicas como militares, y desde el 12 de octubre de 1997 arreglista de la versión oficial del Himno Nacional de España (antigua Marcha Granadera). Fue miembro de la Real Academia de Bellas Artes de San Fernando de Madrid, de la Real Academia de la Virgen de la Arrixaca de Murcia y de la Academia de San Carlos de Valencia.
También fue desde 1989 presidente del Jurado del Certamen Internacional de Habaneras y Polifonía de Torrevieja (Alicante).
Por Orden 431/00509/00 fue ascendido a coronel músico, y en 2008 a General de Brigada músico, siendo el primer músico en la historia militar española en conseguir ambos empleos.
Desde 1988 hasta 2008 fue director titular de la Unidad de Música de la Guardia Real. Además, fue director de la Academia Militar de Música desde su creación, donde impartió hasta el año 2001 las disciplinas de Dirección y Orquestación.
Por medio del Real Decreto 47/2008, aprobado por el Gobierno el 18 de enero de 2008, el coronel Grau Vegara fue ascendido al empleo de general de brigada del Cuerpo de Músicas Militares y se convirtió en el primer oficial músico en alcanzar este empleo militar, al igual que sucedió cuando fue promovido a coronel.
De 2012 a 2015 fue director de la Banda Sinfónica Municipal de Albacete.
Como director estuvo al frente de los más importantes conjuntos instrumentales del país, como la Orquesta Nacional de España o la Orquesta Sinfónica de RTVE (con la que grabó, con arreglo e instrumentaciones propias, una selección de los mejores pasodobles españoles, con el título de Fantasía del Pasodoble). Dirigió otras bandas de música como la Banda Sinfónica de Madrid, la Artística y Armónica de Buñol, las del Ateneo y Santa Cecilia de Cullera, la Unión Musical de Liria y otras bandas en Barcelona o Alicante. También dirigió los coros de RTVE, el Orfeón Pamplonés o el Coro del Principado de Asturias.

## Obras
Estampas de iberia en Valencia, 2012
Sax : historia de un pueblo en Alicante, 2006
La quinta angustia publicada en Sevilla, 2005
Noches alicantinas en Alicante, 2003
Doña Lola publicada en Barcelona, 2002
Himno del Cuerpo de Ingenieros Politécnicos del Ejército de Tierra, Madrid, 2000
España en pasodobles, 2001
Himno Nacional de España, 1997
Sueños de ibaria en Madrid, 1996
Música para una revolución en Madrid, 1996
Música Bup 1 en Barcelona, 1991
Himno de Valdemoro en Madrid, 1982
Himno del cuerpo superior de policía, Valdemoro, 1982

## Distinciones
- La Cruz, Encomienda y Placa de la Real y Militar Orden de San Hermenegildo.
- La Gran Cruz al Mérito Militar.
- Cuatro Cruces al Mérito Militar.
- Cruz al Mérito Aeronáutico.
- Capricho Mediterráneo.
- Cuatro Cruces al Mérito Militar, Cruz al Mérito Naval.
- Cruz de la Orden del Mérito Aeronáutico.
- Cruz de Plata de la Guardia Civil,
- Cruz de 1.ª de la República Checa.
- Caballero de la Orden Nacional del Mérito Francés.
- Comendador de la República de Ecuador.
- Comendador de la Orden del Mérito Civil.
- Comendador de la Orden de Isabel la Católica.
- Caballero cubierto de Orihuela.
- Caballero de San Antón de Orihuela.
- Título de Hijo Predilecto de Bigastro e Hijo Adoptivo de la Ciudad de Almagro.
- Melillense del año 2001 de la Asociación de Prensa de Melilla
- Comendador de la Orden de Carlos III.[5]

## Fallecimiento
En la tarde del 21 de julio de 2019 falleció en Madrid.